# سلام (نماز)

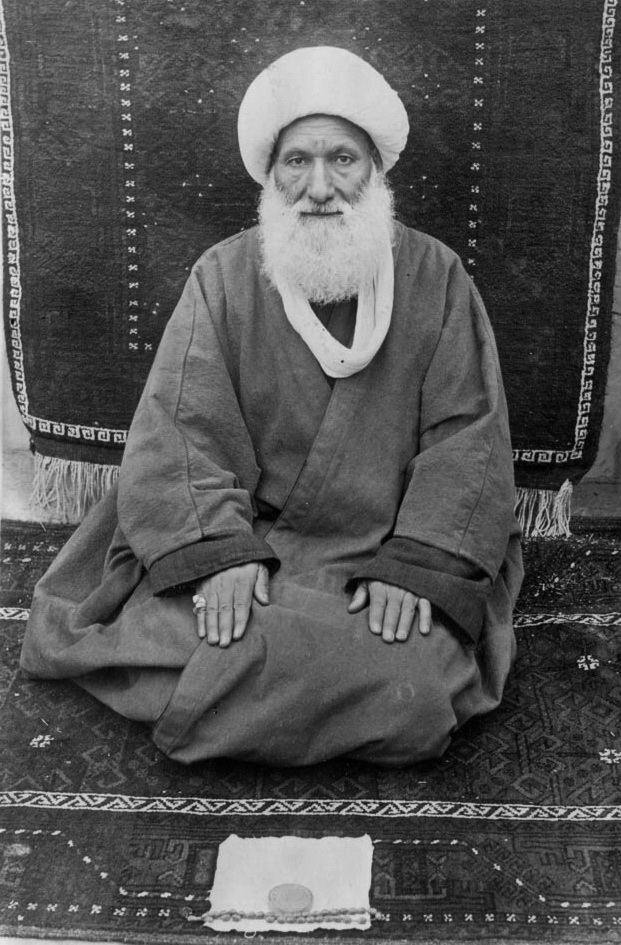
سلام آخرین مرحله نماز است

سلام (عربی: تسلیم) مرحله پایانی نماز در اسلام است.

## در شیعه
که در فقه شیعه به صورت زیر بیان می‌شود.
ٱلسَّلَامُ عَلَیْکَ أَیُّهَا ٱلنَّبِیُّ وَرَحْمَةُ ٱللَّٰهِ وَبَرَکَاتُهُ، ٱلسَّلَامُ عَلَیْنَا وَعَلَیٰ عِبَادِ ٱللَّٰهِ ٱلصَّالِحِینَ، ٱلسَّلَامُ عَلَیْکُمْ وَرَحْمَةُ ٱللَّٰهِ وَبَرَکَاتُهُ

«درود، رحمت خدا و برکات او بر تو ای پیامبر. درود بر ما و بر بندگان صالح خدا. درود، رحمت خدا و برکات او بر همه شما.»

## در سنی
سلام از نظر اهل سنت با گفتن السلام علیکم ورحمة الله‎ («درود و رحمت خدا بر شما») یک بار با نگاه به سمت چپ و یک بار با نگاه به سمت راست انجام می‌شود.